# 夜をみつめて
『夜をみつめて』（よるをみつめて、Night Watch）は、1973年に公開されたイギリスのサスペンススリラー映画。ルシール・フレッチャーによる戯曲を原作としている。監督はブライアン・G・ハットン。出演はエリザベス・テイラーやローレンス・ハーヴェイなど。

## キャスト
※括弧内は日本語吹替（初回放送1978年5月21日『日曜洋画劇場』）
- エレン・ウィーラー：エリザベス・テイラー（武藤礼子）
- ジョン・ウィーラー：ローレンス・ハーヴェイ（広川太一郎）
- サラ・クック：ビリー・ホワイトロー（今井和子）
- アップルビー：ロバート・ラング
- トニー：トニー・ブリットン